# Denkte
Denkte es un municipio situado en el distrito de Wolfenbüttel, en el estado federado de Baja Sajonia (Alemania). Tiene una población estimada, a fines de 2021, de 2812 habitantes.
Forma parte de la mancomunidad de municipios (samtgemeinde) de Elm-Asse.
Está ubicado al sureste del estado, a poca distancia de la frontera con el estado de Sajonia-Anhalt.